# Pratola Peligna
Pratola Peligna ist eine italienische Gemeinde (comune) mit 7019 Einwohnern (Stand 31. Dezember 2023) in der Provinz L’Aquila in den Abruzzen. Die Gemeinde liegt etwa 49 Kilometer südöstlich von L’Aquila und etwa 36 Kilometer südwestlich von Chieti. Pratola Peligna grenzt unmittelbar an die Provinz Pescara. Sie ist Teil der Comunità montana peligna und des Parco Nazionale della Majella. Durch die Gemeinde fließt der Sagittario.

## Geschichte
Das Peligna-Tal war schon im ersten Jahrtausend vor Christus von den Pelignern, einem oskisch-umbrischen Volk, besiedelt. Vermutlich war auch das Gemeindegebiet besiedelt. Nachweise darüber fehlen jedoch. Aus dem 6. Jahrhundert nach Christus ist ein Grabmal der Ostgoten hier nachweisbar. Der Ort wird dann erstmals 997 urkundlich erwähnt. 1170 wird die Befestigung von Pratula (castrum pratulae) an den Normannenfürsten Wilhelm II. übergeben.

## Verkehr
Durch die Gemeinde führt die Autobahn A25 von Rom nach Pescara sowie die Strada Statale 17 dell'Appennino Abruzzese e Appulo Sannitica von L’Aquila kommend nach Isernia und weiter nach Foggia.
An der Bahnstrecke von Rom über Sulmona nach Pescara befindet sich in Pratola Peligna ein Bahnhof.

## Persönlichkeiten
- Gabriella Tarantello (* 1958), Mathematikerin und Hochschullehrerin